# فاینال فانتزی ایکس-۲
فاینال فانتزی ایکس-۲ (به انگلیسی: Final Fantasy X-2) یک بازی ویدئویی در سبک نقش‌آفرینی منتشر شده توسط شرکت اسکور انیکس است. این بازی در تاریخ ‍۱۳ مارس ۲۰۰۳ برای کنسول پلی‌استیشن ۲ عرضه شده و طراح آن یوشینوری کیتاسه است.